# Coniophanes quinquevittatus
Coniophanes quinquevittatus är en ormart som beskrevs av Duméril, Bibron och Duméril 1854. Coniophanes quinquevittatus ingår i släktet Coniophanes och familjen snokar. Inga underarter finns listade i Catalogue of Life.
Arten förekommer med flera från varandra skilda populationer i södra Mexiko och Guatemala. Den lever i låglandet och i kulliga områden upp till 200 meter över havet. Coniophanes quinquevittatus hittas ofta i områden som liknar marskland och som ofta översvämmas. Den vistas även i fuktiga skogar. Honor lägger ägg.
För beståndet är inga hot kända. Coniophanes quinquevittatus är allmänt sällsynt men i delstaterna Veracruz och Tabasco är den vanligt förekommande. IUCN kategoriserar arten globalt som livskraftig.